# Törökszentmiklós (distrikt)
Törökszentmiklós är ett distrikt i Ungern. Det ligger i provinsen Jász-Nagykun-Szolnok, i den centrala delen av landet, 110 km öster om huvudstaden Budapest.